# 前田悦智子
前田 悦智子（まえだ えちこ、現姓・田村、1952年1月31日 - ）は、日本の元女子バレーボール選手。1976年モントリオールオリンピック金メダリスト。

## 来歴
中国人の父を持つ4人兄妹の末っ子として東京都大田区に生まれる。トキワ松学園高校を経て、1970年に実業団リーグの三洋電機（当時）に入部。
1974年に全日本入りを果たし、1974年の世界選手権金メダル、1976年のモントリオールオリンピックでも金メダルを獲得。センタープレーヤーとしてそれぞれ大きく貢献した。前田が放った高打点からの超鋭角スパイクは『稲妻おろし』と呼ばれた。オリンピックでの活躍により、1976年度朝日体育賞を受賞した。
一方、国内では1972年に第3回実業団リーグ優勝、日本リーグ昇格に大きく貢献し殊勲賞を獲得。1977年には日本リーグにおいて、チーム3位ながら敢闘賞とベスト6に輝いた。現在はNPO法人モントリオール会副代表、千葉県スポーツ振興審議委員を務める。

## 人物・エピソード
幼少の頃には重い貧血症で医師からはスポーツ禁止を言い渡されていたが、中学に進学すると天性のバネを見込まれバレーボールや陸上競技など様々な競技を経験する。特に走り高跳びでは東京都大会に出場するまでになった。
高校へ進学すると陸上部がなかったため、バレーボール部（9人制）かバスケットボール部かで悩み、「体の負担の軽そうな」バレーボール部を前田は選択した。体のことがあり当然レギュラーにはなれず球拾いの毎日で、ボールを拾いに行くと帰りは苦しくて歩いて帰ってきた。たまたま同じ貧血症の先輩からアドバイスを受けて励まされたという。バレー部コーチが中学時代の走り高跳びのことを覚えていて、東京三洋電機監督（当時）の稲山壬子を紹介する。東京三洋電機社長と面談した際に、体のことを打ち明けると「必ず治る」と言われ就職を決断したという。3年で病気を治し、4年目で6人制バレーボールを本格的に覚え、5年目で試合に少しでも出られればいいと考えていたという、いかにも大陸の血を引くおおらかさである。入部後は、負けん気の強さからトレーニングと食事療法に熱中し、貧血症を克服した。
1974年全日本入りし出場したアジア大会の韓国戦で途中出場で逆転勝ちし優勝、前田はここで全日本レギュラーの座をつかんだ。生来の明るいキャラクターがチームのムードメーカーとなった。モントリオールオリンピックの金メダルポイントの時にはベンチで控えていたが、誰よりも喜びをあらわにしたという。
現役引退後は、東京三洋電機の秘書に転身し、当時の専務である田村巧の下で働いた（後の1982年に田村と結婚）。経験などなかったが、前田は「あそこまでバレーボールに打ち込んだら、できない仕事はない」を述懐している。さらに1979年12月に退社後、「今までのスポーツ経験を生かせる仕事」ということで家族会議の結果、姉と2人で美容サロンを始めた。ここでも前田の負けず嫌いと明るさが生きたと言える。

## 球歴
- 全日本代表としての主な国際大会出場歴
  - オリンピック - 1976年
  - 世界選手権 - 1974年
  - ワールドカップ - 1977年

## 受賞歴
- 1972年 - 第3回実業団リーグ 殊勲賞
- 1977年 - 第10回日本リーグ 敢闘賞、ベスト6
- 1977年 - ワールドカップ ベスト6

## 所属チーム
- 区立大森六中
- トキワ松学園高校
- 三洋電機（1970-1977年）

## テレビ出演
- 2009年5月29日 「笑っていいとも!」　幸せ!ギャップ婚